# Tordylium carmeli
Tordylium carmeli är en flockblommig växtart som först beskrevs av Jacques-Julien Houtou de La Billardière, och fick sitt nu gällande namn av Al-eisawi och Stephen Leonard Jury. Tordylium carmeli ingår i släktet Tordylium och familjen flockblommiga växter. Inga underarter finns listade i Catalogue of Life.